# 蘇丹·科塞
蘇丹·科塞（土耳其語：Sultan Kösen；1982年12月10日—），出生於土耳其马尔丁，是自2009年起被確認為全世界最高的人，被列入金氏世界紀錄大全，其雙手和腳掌亦打破金氏世界紀錄大全，腳掌長達40公分。2009年時，科塞高247公分，到了2012年，他高了4公分，達到251公分。